# David M. Solomon
David Michael Solomon, född 17 januari 1962, är en amerikansk företagsledare som är styrelseordförande och VD för investmentbanken The Goldman Sachs Group, Inc. sedan oktober 2018.
Han arbetade för Bear Stearns innan han kom till Goldman Sachs 1999, där har han haft höga chefspositioner som global chef för finansiering, delad chef för deras investmentavdelning, COO och president.
Solomon avlade kandidatexamen i offentlig förvaltning och statsvetenskap vid Hamilton College.
På fritiden sysslar han med musik, främst elektronisk dansmusik och släppte 2018 en låt via Spotify under artistnamnet "DJ D-Sol". Han har även uppträtt på festivaler och andra tillställningar på Bahamas och runt om i USA.